# I've Had Enough
«I've Had Enough» es una canción compuesta por el músico británico Paul McCartney y publicada en el álbum de estudio de 1978 London Town.

## Publicación
La canción fue grabada a bordo de la embarcación Fair Carol en las Islas Vírgenes, antes del parón en las sesiones de grabación por el embarazo de Linda McCartney y por la marcha del guitarrista Jimmy McCulloch y del batería Joe English. Publicada como sencillo, «I've Had Enough» alcanzó el puesto 25 en la lista estadounidense Billboard Hot 100 y el puesto 42 en la lista británica UK Singles Chart. Peter A Calin, biógrafo de McCartney, comentó que la canción refleja «la indignación justa de un hombre que no puede encontrar sus zapatillas».
La cara B, «Deliver Your Children», supuso la segunda y última canción de Wings en un sencillo con Denny Laine como vocalista. Janet Maslin, crítico de la revista musical Rolling Stone, definió «Deliver Your Children» como «simplemente hermosa» y la calificó como una de las mejores canciones de London Town.